# Dmitri Txérixev
Dmitri Nikolàievitx Txérixev - Дми́трий Никола́евич Че́рышев (rus) - (11 de maig de 1969, Gorki, URSS) és un exfutbolista soviètic, posteriorment de la CEI i finalment rus, ja retirat, que jugava de davanter. Actualment és entrenador.

## Biografia
Format al Torpedo Gorki, a la 87/88 juga amb el FC Khimik Dzerzhinsk, i la següent amb el FC Lokomotiv Nijni Nóvgorod, on es destaparia com un davanter golejador i li obriria les portes a un gran de la lliga, el Dinamo de Moscou. Amb l'equip capitalí, Txérixev guanyaria la Copa russa de 1995 i faria notables actuacions en la lliga d'aquest país.
El 1996 fitxa per l'Sporting de Gijón, on jugaria més de cent cinquanta partits entre Primera i Segona, i amb un gran marge golejador. A la temporada 01/02 recalaria en el Burgos CF, i finalment, es retiraria el 2003 després de passar per l'Aranjuez.

## Selecció
Txérixev va jugar amb la selecció de futbol de la CEI i amb la posterior selecció russa, amb 13 partits i 1 gol en total.

## Entrenador
Un cop retirat de l'esport, Txérixev entrenà a l'Aranjuez i a les categories inferiors del Reial Madrid durant un parell d'anys, coincidint en el club amb el seu fill Denis Cheryshev. Posteriorment va tornar a Rússia per a esdevindre director del FC Sibir Novosibirsk. Durant la temporada 2011/12 va debutar com a primer entrenador al FC Volga Nijni Nóvgorod.